# Фламандский ромб
Фламандский ромб (нидерл.: Vlaamse Ruit) — название территории, располагающейся в центре Фламандского региона. Термин «Фламандский ромб» употребляется, преимущественно, Фламандским правительством, позиционирующим данную агломерацию, как одну из крупнейших в Европе. Иногда упоминается как «фламандский алмаз» — игра английского слова diamond.

## Расположение и описание

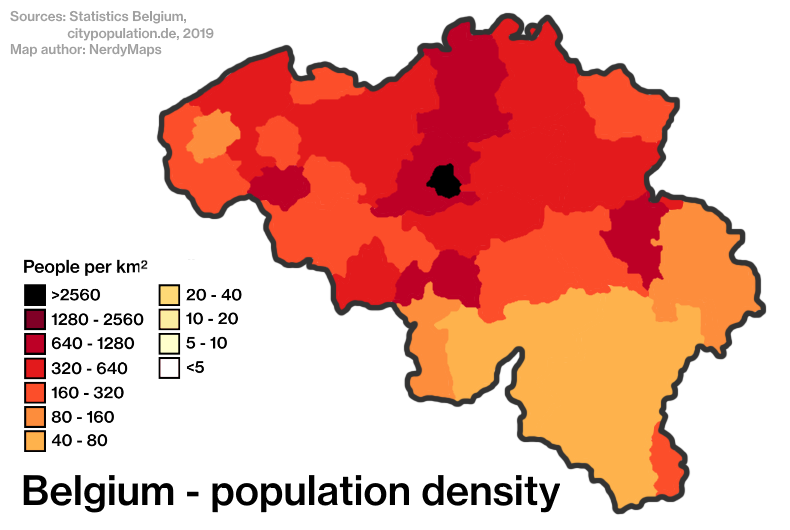
Плотность населения по районам Бельгии по состоянию на 2019 год

Углами ромба выступают городские агломерации Брюсселя, Гента, Антверпена и Лёвена. На этой территории проживает приблизительно 5,5 млн человек. Расстояние между Антверпеном и Брюсселем составляет примерно 51 километр, и город Мехелен находится прямо между ними. Между Мехеленом и Брюсселем располагается город Вилворде, с гаванью, простирающейся к северу от Антверпена. Эта условная линия общепризнанно является важнейшей промышленной осью Бельгии. В западном углу ромба (Антверпен—Брюссель—Гент) располагается Локерен, восточнее от него — Синт-Никлас, Дендермонде и Алст, а, также, чуть менее урбанизированная промышленная зона Бум—Виллебрук. Восточный угол Фламандского ромба (Антверпен—Брюссель—Лёвен) менее урбанизирован, чем западный; в нём располагается город Лир.

## История
Фламандский ромб был центром экономических инноваций на протяжении многих столетий. В средние века эта территория входила в число наиболее урбанизированных в Европе, а уже в XII веке на этой территории была развитая городская сеть. По численности жителей и размеру территории Гент был одним из крупнейших средневековых городов Европы. В XVI веке Антверпен был крупным центром международной торговли, выступающим в качестве основного рынка для всех специй из Португалии и экзотических продуктов из Нового Света и Восточной Азии. По словам Фернана Броделя, Антверпен был «центром всей мировой экономики». В XIX веке первая железная дорога континентальной Европы была построена внутри Фламандского ромба между Брюсселем и Мехеленом. Сегодня Фландрия, в целом, и Фламандский ромб, в частности, является одним из самых богатых регионов Европы. ВВП на душу населения по паритету покупательной способности на 23 % выше среднего показателя по ЕС, а порт Антверпен является вторым по величине в Европе.